# Iraaks honkbalteam

Vlag van Irak.

Het Iraaks honkbalteam is het nationale honkbalteam van Irak. Het team vertegenwoordigt Irak tijdens internationale wedstrijden. Het Iraaks honkbalteam hoort bij de Aziatische Honkbalfederatie (BFA). 